# 伊卡里亚岛
伊卡里亚岛（希臘語：Ικαρία）是希腊爱琴海中的一個岛屿，在萨摩斯岛西南19公里處。原名多利克岛（Doliche）。行政上该岛组成为北愛琴大區伊卡里亚专区伊卡里亚市镇。该岛总面积254.4平方公里，海岸线長160公里，有著典型的地中海氣候。岛上普遍多山，大多數村落都座落於瀕海的平原上，還有一些位於山上，2011年全島居民為8,423人。
此岛名来自希腊神话中人物伊卡洛斯（Icarus）的名字，传说他掉入附近的海中。

## 历史
至少公元前7000年之前，伊卡里亚岛就有人居住。约公元前750年，来自米利都城邦的希腊人在岛上建立了殖民据点。
中世紀時期，伊卡里亚岛曾先後受東羅馬帝國和熱那亞共和國所統治。鄂圖曼在1521年起統治該島，直至1912年伊卡里亚島獨立為止，同年併入希臘。

## 外部連結
- "The Island Where People Forget to Die" （页面存档备份，存于） by Dan Buettner, The New York Times, October 24, 2012